# بارني أغسطس إيتون
بارني أغسطس إيتون (بالإنجليزية: Barney Augustus Eaton) هو فلاح وشخصية أعمال وسياسي أمريكي، ولد في 29 أكتوبر 1853 في الولايات المتحدة، وتوفي في 8 يناير 1936 في ميلواكي في الولايات المتحدة. حزبياً، نشط في الحزب الجمهوري. وقد انتخب عضو جمعية ولاية ويسكونسن وانتخب عضو مجلس ولاية ويسكونسن.